# Jean Marsan
Jean Marsan (* 7. April 1920 in Levallois-Perret, Frankreich; † 29. September 1977 in Grez-sur-Loing, Seine-et-Marne, Frankreich) war ein französischer Schauspieler und Drehbuchautor, der ein Mal für den Oscar für die beste Originalgeschichte nominiert war.

## Leben
Marsan war zwischen 1946 und 1947 Schauspieler an der Comédie-Française und gab 1949 auch sein Debüt als Filmschauspieler in Interdit au public von Fred Pasquali mit Catherine Auger, Simone Duhart und Jacques Erwin in den Hauptrollen. Der Film basierte auf seinem gleichnamigen Bühnenwerk. 1953 begann er zudem seine Tätigkeit als Drehbuchautor für den Jean Boyer inszenierten Film Femmes de Paris mit Michel Simon, Brigitte Auber sowie Henri Génès.
Bei der Oscarverleihung 1956 wurde er zusammen mit Henri Troyat, Jacques Perret, Henri Verneuil und Raoul Ploquin für den Oscar für die beste Originalgeschichte nominiert für die Filmkomödie Der Hammel mit den fünf Beinen (Le mouton à cinq pattes, 1955) von Henri Verneuil mit Fernandel, Françoise Arnoul und Andrex in den Hauptrollen.
Er spielte bis 1961 in vier weiteren Filmen mit und gehörte zwischen 1966 und 1976 zum Schauspielerensemble für die Fernsehtheaterreihe Au théâtre ce soir, für die er zugleich als Autor neben eigenen Stücken auch Adaptionen beitrug.

## Veröffentlichungen
- Interdit au public, 1948

in deutscher Sprache
- Toi, toi, toi : Komödie in 3 Akten, München 1969 (Originaltitel Interdit au public)

## Filmografie (Auswahl)
S = Schauspieler; D = Drehbuchautor
- 1949: Interdit au public (S)
- 1950: Die Dame vom Maxim (La dame de chez Maxim) (S)
- 1953: Femmes de Paris (D)
- 1955: Ihre Liebesnacht (Les fruits de l’été) (D)
- 1955: Das große Manöver (Les grandes manoeuvres) (D)
- 1956: Die tolle Residenz (Bonjour sourire!) (D)
- 1957: Die schöne Portugiesin (Les lavandières du Portugal) (D)
- 1958: Fisch oder Fleisch (Ni vu, ni connu) (D)
- 1958: Leben und lieben lassen (Drôle de dimanche) (D)
- 1959: Die Gerechten oder Die Ballade von der weißen Weste (Les affreux)
- 1961: Alles Gold dieser Welt (Tout l’or du monde) (S, D)
- 1963: FBI-Agent Cooper – Der Fall Tex (Coplan prend des risques)
- 1966: Nimm’s leicht, nimm Dynamit (Ne nous fâchons pas) (D)